# 267 до н. е.

## Події
- почалася Хремонідова війна Македонії проти Афін і Спарти, підтриманих Єгиптом Птолемеїв.